# Bambusa funghomii
Bambusa funghomii är en gräsart som beskrevs av Mcclure. Bambusa funghomii ingår i släktet Bambusa och familjen gräs. Inga underarter finns listade i Catalogue of Life.